# Milícia Sunyol
La Milícia Sunyol va ser una companyia militar que, en el context de la Guerra Civil espanyola, va adoptar el nom de Josep Sunyol, el diputat d'Esquerra Republicana de Catalunya a les Corts republicanes i expresident del Futbol Club Barcelona executat a la serra de Guadarrama el 6 d'agots de 1936.

## Història
Pocs dies després del cop d'estat del 18 de juliol, la Federació Castellana de Futbol va decidir formar una columna de milicians integrada per esportistes madrilenys disposats a «defensar les llibertats republicanes». Quan es va conèixer la mort de Sunyol, els responsables de la companyia la van voler batejar amb el seu nom. Tenia la seu als baixos del Madrid CF, que el 1931 havia perdut el títol de Real, i la fase d'instrucció militar es va realitzar a l'estadi de Chamartín. La majoria dels inscrits eren futbolistes, tot i que també hi havia boxejadors, nedadors, ciclistes i vuit o deu milicianes.
En la columna també hi van participar prop de 50 esportistes catalans i, fins i tot, un periodista de La Rambla, el setmanari que havia estat fundat per Sunyol. Totes les despeses anaven a càrrec de la Federació Espanyola de Futbol i la bandera de la milícia tenia un fons vermell i els colors de Castella així com les quatre barres de la bandera de Catalunya.